# Bankside Power Station
Die Bankside Power Station war ein Ölkraftwerk in London, das von 1952 bis 1981 in Betrieb war. Sie ist eines der größten Ziegelgebäude Englands und befindet sich am Südufer der Themse in der Nähe der Southwark Bridge.

## Geschichte
Das Kraftwerk wurde nach einem Stromausfall im Jahre 1947 in Auftrag gegeben. Das Gebäude wurde von Sir Giles Gilbert Scott, dem Designer der Liverpool Cathedral, Battersea Power Station und der roten Telefonzelle konzipiert. Das Gebäude ist 200 Meter lang, konstruiert aus einem Stahlrahmen und mit Ziegeln verkleidet. Der zentrale Schornstein ist 99 Meter hoch. Die Höhe des Schornsteins wurde aus Rücksicht auf die Turmspitze der naheliegenden St Paul’s Cathedral begrenzt. Trotz anfänglicher Widerstände wurde der Entwurf von Scott akzeptiert.
Die Bauarbeiten wurden in zwei Phasen durchgeführt und erst 1963 abgeschlossen. Der westliche Teil des Gebäudes wurde zuerst fertig und ging im Jahre 1952 in Betrieb. Steigende Ölpreise machten mit der Zeit den Betrieb der Station unwirtschaftlich, was zur Schließung im Jahre 1981 führte. Das Gebäude lag brach und wurde schließlich in ein Museum umgewandelt. Die Architekten Herzog & de Meuron gewannen 1995 die Ausschreibung und seit dem Jahre 2000 befindet sich die Tate Gallery of Modern Art dort.